# Robert Sedgewick
Robert Sedgewick (* 1946) je autor populární knižní řady Algorithms (Algoritmy) publikováné nakladatelstvím Addison-Wesley.
Tato řada zahrnuje:
- Algorithms (v Pascalu)
- Algorithms in C - algoritmy v C
- Algorithms in C++ - algoritmy v C++
- Algorithms in Java - algoritmy v Javě

Sedgewick dokončil svůj titul Ph.D. pod dozorem Donalda Knutha na Stanfordově univerzitě.
V současnosti je profesorem počítačových věd na Princentonské univerzitě a je součástí ředitelského ústředí Adobe Systems.